# Francesc Martínez Sanchis
Francesc Martínez Sanchis, Albal, 1962, historiador y periodista.

## Biografía
Periodista e historiador valenciano. Licenciado en Geografía e Historia. Máster en Comunicación y Periodismo por la Universidad de Valencia. Su ámbito de investigación especializada es la prensa comarcal valenciana y los medios de comunicación valencianos en catalán. Es profesor asociado de periodismo de la Universidad de Valencia. Actualmente es jefe de redacción de la revista Saó, decana de la prensa en valenciano en la Comunidad Valenciana. Es miembro investigador de la Asociación Española de Investigación de la Comunicación (AE-IC) y de la Societat Catalana de Comunicació del Institut d'Estudis Catalans. Es además presidente del Institut de Estudis Comarcals de l'Horta Sud y socio de la Unió de Periodistes Valencians, la asociación profesional mayoritaria de los periodistas valencianos.
En el pasado ha trabajado en los diarios Levante-EMV y El País y en la emisora Canal 9 Radio. Ha codirigido diversos periódicos locales en la comarca de L'Horta (Valencia), como De casa en casa de Picanya, L'Om de Picassent o L'Informatiu d'Aldaia. Ha sido redactor jefe de la revista de educación Sembra y director de L'Esport Adaptat, revista especializada en deporte adaptado, así como de las publicaciones comarcales Área Metropolitana y Papers de l'Horta.

## Obras
Es coautor junto a Alfred Ramos de los libros La premsa local i comarcal de l’Horta Sud (1976-96) -Premio de Investigación de L’Horta Sud 1996- y Temps de foscor. La premsa de l’Horta Sud en el franquisme (1939-1975) -Premio Benvingut Oliver de Investigación Histórica 2002). Ha publicado también diversos capítulos en las siguientes obras colectivas: Embolicats amb el periodisme. Reptes dels mitjans de comunicació catalans (1975-2006) (Barcelona, 2007), La recerca en comunicació en el País Valencià (Barcelona, 2007), Un país de revistes. Història dels magazins en català (Barcelona, 2008), Kazetaritza hizkuntza: Espainiako kasua (El periodismo en lenguas minorizadas: el caso de Espanya) (Universitat del País Vasco, 2009) y El Ecosistema comunicativo valenciano. Características y tendencias de la primera década del siglo XXI (València, 2010). En solitario ha publicado Periodisme contra les cordes. El valencià en els mitjans de comunicació (València, 2010) y Periodisme local i comarcal. La comunicació valenciana de proximitat(València, 2010). En el campo de la investigación local es autor de los libros Els Espais Hidràulics de Picassent. La expansió del regadiu des del segle XVII al XX (Picassent, 2007) y Aigües de fang. Riuades històriques d'Albal i la comarca de l'Horta (1864-1957) (Albal, 2010).